# Coolock
 (novembre 2022).
Si vous disposez d'ouvrages ou d'articles de référence ou si vous connaissez des sites web de qualité traitant du thème abordé ici, merci de compléter l'article en donnant les références utiles à sa vérifiabilité et en les liant à la section « Notes et références ».
Coolock (An Chúlóg en gaélique) est un quartier au Nord de Dublin en république d'Irlande.

## Historique
L'histoire de Coolock remonte à 3 500 ans. Un site funéraire datant de -1500 a été retrouvé dans le quartier. L'installation s'est développée autour d'une petite église chrétienne. Une église catholique, St. John's fut plus tard construite à l'emplacement. Coolock est resté un petit village jusque dans les années 1950 quand il commença à se développer comme une banlieue de Dublin.
Coolock est principalement un quartier ouvrier même si de récentes constructions autour du centre commercial de Clare Hall ont attiré des classes sociales plus élevées.

## Installations
- Siège de Cadbury
- Stardust Memorial Garden dédié à 48 personnes qui ont perdu la vie lors de l'incendie de la discothèque Stardust.
- Cinéma UCI
- Northside Shopping Centre

## Transport
Coolock est desservi par les lignes de bus suivantes :
- 17A (vers Finglas (en))
- 27 (de Clare Hall vers le centre-ville)
- 42 (de Swords vers le centre-ville)
- 43 (de Swords vers le centre-ville).